# San Michele-hegy
A San Michele-hegy (olaszul Monte San Michele, azaz Szent Mihály-hegy, szlovénül: Debela griža) magaslat Olaszországban, Gorizia város és az Adriai-tenger legészakibb vizeinek közelében, a Doberdó-fennsíkon. Az első világháború egyik legvéresebb csataszínhelye, amelyet magyar katonák védtek az olasz hadsereg ismétlődő támadásai ellen.

## Elhelyezkedése
A San Michele 275 méter maximum magasságú nyereg Sagrado közelében, a San Martino del Carso nevű településrész és Savogna d’Isonzo község között. Csúcsáról látható az Adriai-tenger északi vidékének egy jelentős része, Monfalcone, az Isonzó folyó torkolata és az egész Gradói-lagúna. Délkeleti irányban tiszta napokon látszik az Isztriai-félsziget északnyugati csücske is, a Salvore-fok, Pirano közelében.

## Az első világháborúban
A Fogliano Redipuglia és Sagrado közti terület ma is tele van szórva lövészárkokkal, kavernákkal és emlékművekkel, az első világháborús véres összecsapások emlékeivel. A San Micheleről Giuseppe Ungaretti olasz költő is írt, aki szintén ezen a fronton harcolt.
A San Michele azért volt fontos pozícióban a háború folyamán, mert a csúcsról ellenőrizhető az Isonzó alsó folyásának és Gorizia város környékének egy tekintélyes része. A Doberdó-fennsík (a Karszt-hegység nyugati része)  olyan mészkő magaslatokból áll, amelyekbe rendkívül nehéz lövészárkokat mélyíteni, és a harcok kezdeti szakaszában nem is voltak, ami iszonyú szenvedéseket okozott a tüzérségi tűznek kitett katonák számára. Az első isonzói csata után a Doberdót védő Osztrák–Magyar Monarchia lövészárkokkal és kavernákkal szabdalt, nagy kaliberű ütegekkel támogatott erődítménnyé alakította a hegyet. Az olaszok ekkor még hiába igyekeztek elfoglalni. A második isonzói csatát San Michelei csata néven is emlegetik, mert az olaszok még nagyobb erőkkel próbálkoztak áttörni ezen a helyen. A magyar csapatok hősiesen védekeztek a túlerő ellen, és sok embert áldozva óriási veszteségeket okoztak az olaszoknak, akik végül a hatodik isonzói csatában foglalták el a hegyet. Később újra osztrák-magyar kézre került.
A hegytető emlékkörzet. Az emlékművek állítását még a háború közben elkezdték itt az olaszok. A San Michelén kis hadimúzeum is van.

### A gáztámadás
Az olasz fronton az ötödik isonzói csata után alkalmaztak először gáztámadást,az osztrák-magyar hadsereg vetette be 1916. június 29-én, de mérsékelt sikerrel. A gáztámadás napján az olasz és magyar források szerint 5-6000 katona esett el, nagyobbrészt az olasz oldalon. Az elfoglalt lövészárok-szakaszokat a magyarok még aznap feladták, mert nem voltak védhetőek. A várható következő olasz támadást azonban sikerült hetekkel későbbre tolni

## Fordítás
- Ez a szócikk részben vagy egészben  a   Monte San Michele című olasz Wikipédia-szócikk ezen változatának fordításán alapul.  Az eredeti cikk szerkesztőit annak laptörténete sorolja fel. Ez a jelzés csupán a megfogalmazás eredetét és a szerzői jogokat jelzi, nem szolgál a cikkben szereplő információk forrásmegjelöléseként.